# Selomoh ibn Saqbel
Selemoh o Selomoh ibn Saqbel o Siqbel, o ben Sahl o Sahal fue un escritor hispanohebreo de la primera mitad del siglo XII.
Su nombre ha sido desfigurado de muy diversas maneras; el semitólogo Ángel Sáenz-Badillos piensa que en realidad son deformaciones de Selomoh
ibn Sahal, de la familia ilustre y bien conocida de los Ibn Sahal andalusíes, de la primera mitad del siglo XII. Sahal fue el primero en imitar el género árabe de la maqama en hebreo en su Ne 'um aaAser ben Yéhudah, del que han quedado bastantes manuscritos con diversas lagunas. Se trata de un único episodio en el que aparecen los dos típicos protagonistas de la maqama, el narrador y el pícaro. El narrador, Aser ben Yéhudah, utilizando la primera persona relata a sus amigos un episodio amoroso de su vida aparentemente real: se enamoró de una joven que lo miró desde una ventana y le lanzó una manzana con un mensaje de amor. Aser se desvela y ronda la casa hasta que se desmaya y lo hacen pasar al harén, donde le gastan diversas bromas a través de disfraces; por último le presentan a la enamorada cubierta de velos, que resulta ser su mejor y barbudo amigo; el verso final del narrador da a entender que todo ha sido una invención para entretener al auditorio.